# Cornelis Cornelisz. van Haarlem

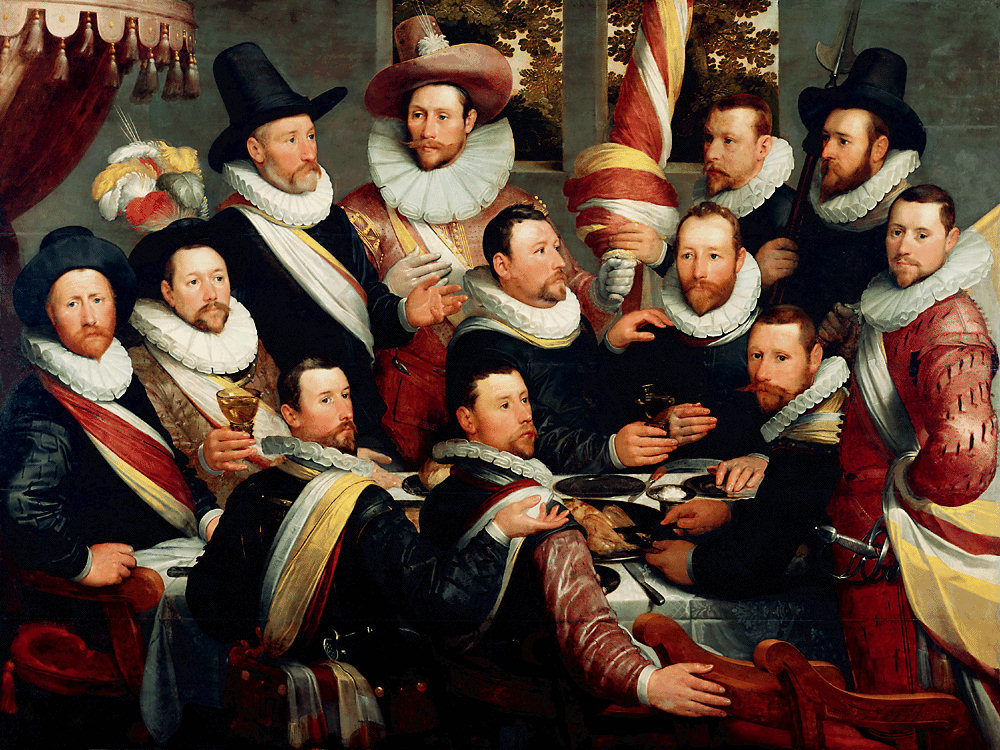
Banquete de los oficiales de la compañía de San Jorge, 1599, óleo sobre lienzo, 169 cm x 223 cm, Museo Frans Hals.

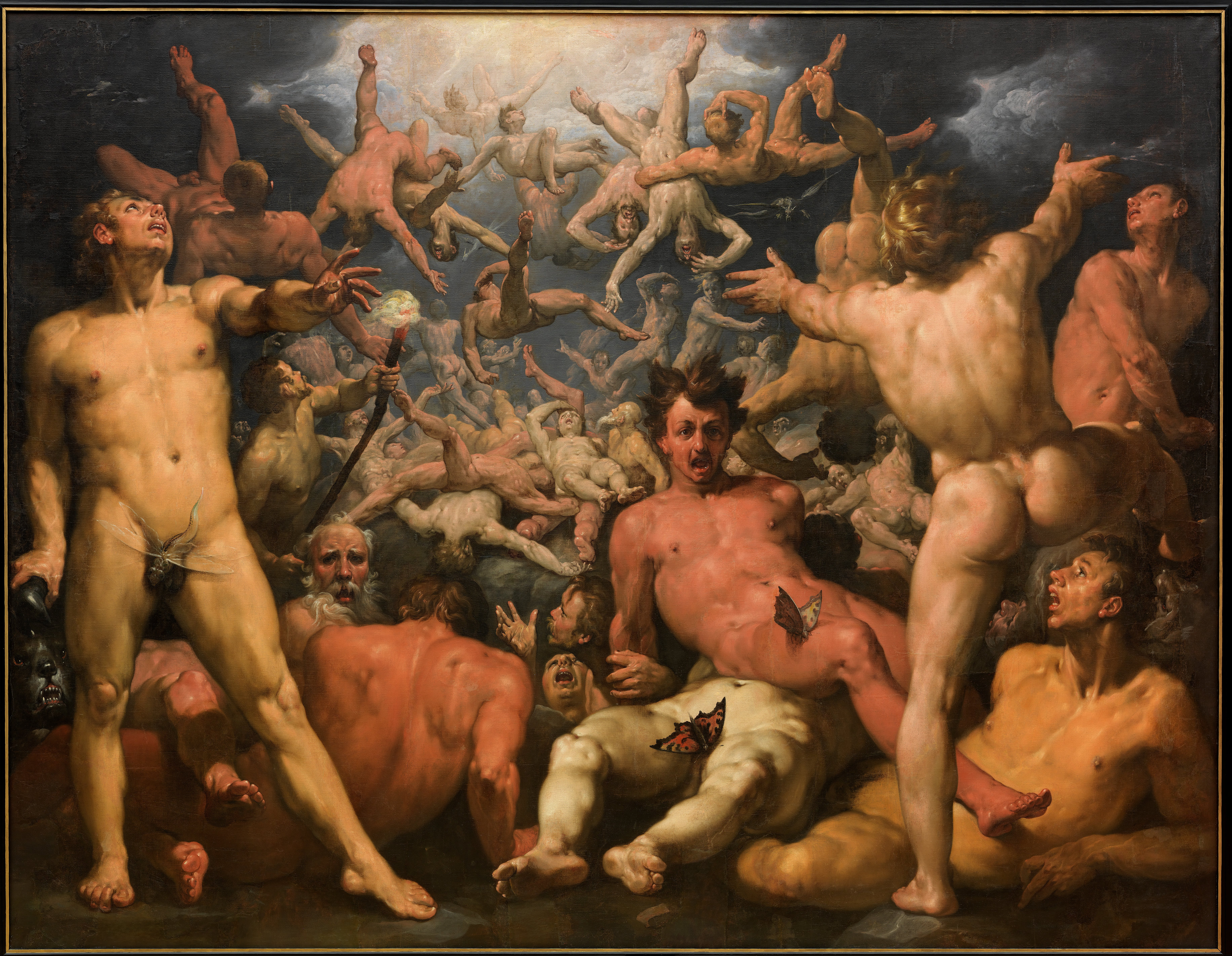
La caída de los titanes, 1588.

Cornelis Cornelisz. van Haarlem (Haarlem, 1562-11 de noviembre de 1638), pintor y dibujante holandés. Fue uno de los principales artistas manieristas de los Países Bajos, siendo considerado un importante precursor de Frans Hals. 

## Estilo
Fue miembro de la escuela manierista de Haarlem, muy influido por la labor de Bartholomeus Spranger. Pintó principalmente retratos, así como temas mitológicos y bíblicos. Inicialmente pintó cuadros de gran formato, trabajando al estilo italianizante, con figuras humanas en poses retorcidas, escorzos, y anatomías hipertrofiadas. Más tarde, su trabajo tendió hacia formas más naturalistas. En general destaca su preferencia por el desnudo y los temas que permiten un tratamiento sensual. 

## Biografía
Cuando sus padres huyeron de Haarlem en 1572, durante el asedio español a la ciudad, en la Guerra de los Ochenta Años, Cornelis se mantuvo atrás, acompañando al pintor Pieter Pietersz, su primer maestro. Más tarde estudió en la ciudad francesa de Rouen, donde se estima que pudo ser influido por la Escuela de Fontainebleau. En Amberes fue discípulo de Gillis de Coignet, otro pintor manierista.
En 1583 recibió la primera comisión oficial de su ciudad, el retrato colectivo de la milicia de una corporación local, el Banquete de la Guardia Cívica de Haarlem. Más tarde se convirtió en pintor de la ciudad y recibió numerosos otros encargos oficiales. Como retratista, tanto de grupos como de personas, influyó sobre Frans Hals, pese a desarrollar una técnica mucho menos libre e intuitiva que este último.
Junto con Carel van Mander, Hendrick Goltzius y otros artistas, formó la Academia de Haarlem. Probablemente se trataba de un pequeño club donde dibujaban modelos desnudos e intercambiaban opiniones artísticas. También desempeñó un papel importante en la reorganización de los artistas y artesanos del gremio de San Lucas, reformando su organización medieval y mejorando la condición de los artistas.
En alguna fecha anterior a 1603 se casó con Maritgen Arentsdr Deyman, la hija de un alcalde de Haarlem. En 1605 heredó una tercera parte de los inmuebles de su adinerado suegro.